# انس بن مالک

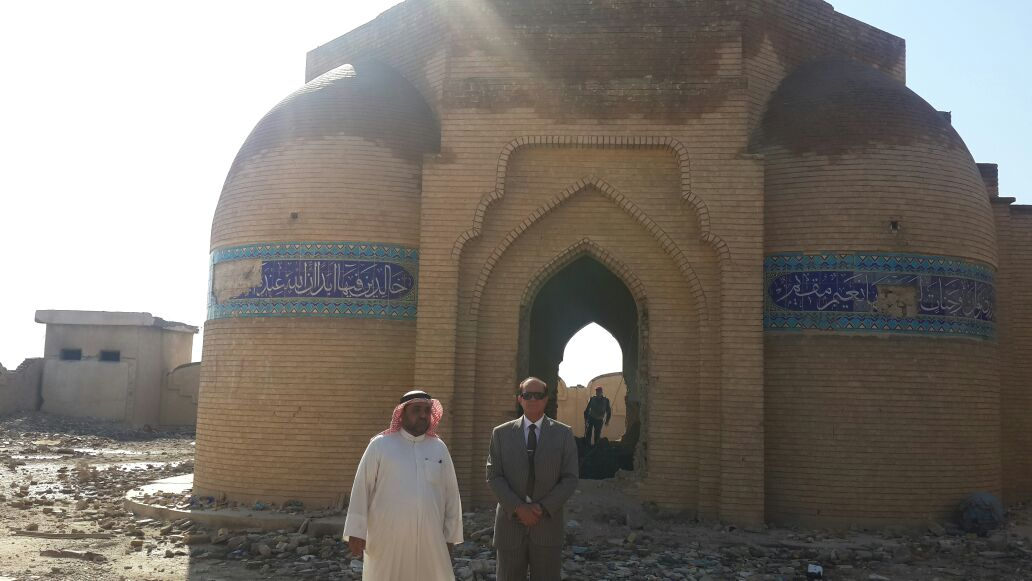

اَنَس بن مالک (وفات ۹۳ ه‍.ق) از صحابهٔ محمد، پیامبر اسلام، و از انصار و قبیلهٔ خزرج بود. پس از هجرت محمد به مدینه، مادرش یا در نقلی، شوهر مادرش او را برای خدمت به پیامبر، نزد او برد. وی تا درگذشت محمد نزد او بود. پس از درگذشت پیامبر، از سوی ابوبکر مأمور به رفتن به بحرین برای گرفتن صدقات شد. پس از ابوبکر با عمر بیعت کرد. در جنگ شوشتر از فرماندهان سپاه مسلمانان بود و هرمزان را به مدینه برد. در جریان شورش بر ضد عثمان، مردم را به یاری عثمان فراخواند. در زمان خلافت علی بن ابی‌طالب، ظاهراً موضعی بی‌طرفانه گرفته بوده‌است. در مجلس عبیدالله بن زیاد پس از نبرد کربلا حضور داشت. در زمان خلافت عبدالله بن زبیر، امام جماعت بصره بود. حجاج بن یوسف برای خوارکردن او به‌خاطر همراهی با عبدالله بن زبیر، مختار و ابن اشعث بر او مهر زد. در زمان مرگ بیش از صد سال سن داشت. او از کسانی است که بیشترین احادیث را از پیامبر نقل کرده‌اند و به نقلی، پس از ابوهریره و عبدالله بن عمر با ۲۲۸۶ روایت در جایگاه سوم است. به‌گفتهٔ برخی، او احادیث کمی را مستقیماً از پیامبر نقل کرده و بقیه روایاتش باواسطه از دیگر صحابه بوده‌است. ابوحنیفه او را عادل نمی‌داند. نه تنها در در منابع شیعهٔ امامی که در منابع اهل سنت (ابوهریره و…) نیز، او از منحرفان از علی بن ابی‌طالب معرفی شده و دلیل آن را گذشته از سکوتش در دوران خلافت علی بن ابی‌طالب، روایت مناشده بیان شده که او حدیثی دربارهٔ فضایل علی بن ابی‌طالب را با بهانهٔ پیری و فراموشی کتمان کرد و علی بن ابی‌طالب نیز به همین دلیل او را نفرین کرد.

## نسب
أبو حمزة أنس بن مالک بن النضر بن ضمضم بن زید بن حرام بن جندب بن عامر بن غنم بن عدی بن النجار تیم الله بن ثعلبة بن عمرو بن الخزرج النجاری الخزرجی الأنصاری